# ساتورو كوباياشي (مخرج)
ساتورو كوباياشي (باليابانية: 小林悟؛ بالكانا: こばやし さとる) هو مخرج ياباني، ولد في 8 أغسطس 1930 في ناغانو في اليابان، وتوفي في 15 نوفمبر 2001 بسبب سرطان المثانة.

## وصلات خارجية
- ساتورو كوباياشي على موقع IMDb (الإنجليزية)
- ساتورو كوباياشي على موقع قاعدة بيانات الفيلم (الإنجليزية)
- ساتورو كوباياشي على موقع كينوبويسك (الروسية)